# L’Abidjanaise
L’Abidjanaise (Lied von Abidjan) ist die Nationalhymne der Elfenbeinküste. Sie wurde 1960 mit der Unabhängigkeit des Landes angenommen und blieb auch nach Verlagerung der Hauptstadt von Abidjan nach Yamoussoukro im März 1983 Hymne.
Der Text der Abidjanaise stammt von Mathieu Ekra, Joachim Bony und Pierre-Marie Coty. Coty komponierte auch zusammen mit Pierre Michel Pango die Melodie. Die Schöpfer der Hymne sollen sich an der Marseillaise orientiert haben. Der Status des Liedes als Nationalhymne ist im 29. Artikel der ivorischen Verfassung festgelegt.
Zwischen 2007 und 2009 gab es unter der Regierung Laurent Gbagbos Bestrebungen, die Hymne durch die Ode an das Heimatland zu ersetzen.  Diese Ode war nach dem Bürgerkrieg 2003 komponiert worden und hatte sich in einem Wettbewerb durchgesetzt. Das Projekt ist mittlerweile aufgegeben worden.
Es gibt eine informelle Version der Hymne in Nouchi.

## Nationalhymne
| Salut ô terre d'espérance; Pays de l'hospitalité. Tes légions remplies de vaillance Ont relevé ta dignité. Tes fils, chère Côte d'Ivoire, Fiers artisans de ta grandeur, Tous rassemblés pour ta gloire Te bâtiront dans le bonheur. Fiers Ivoiriens, le pays nous appelle. Si nous avons dans la paix ramené la liberté, Notre devoir sera d'être un modèle De l'espérance promise à l'humanité, En forgeant, unie dans la foi nouvelle, La patrie de la vraie fraternité. | Übersetzung: | Sei gegrüßt, o Land der Hoffnung, Du Land der Gastfreundschaft. Deine Legionen, voll von Mut, haben Deine Würde wiederhergestellt. Deine Söhne, Du liebe Elfenbeinküste, Sind tapfere Arbeiter an deiner Größe, Alle wirken zusammen zu deinem Ruhm Und werden Dich in Freuden aufbauen. Tapfere Ivorer, das Land ruft euch. Haben wir erst friedvoll die Freiheit wiederhergestellt, Dann sei unser Bestreben, ein Beispiel zu geben Für die Hoffnung, die der Menschheit versprochen wurde, Indem wir, im neuen Glauben vereint, Das Vaterland der wahren Brüderlichkeit schmieden. |